# Comporta

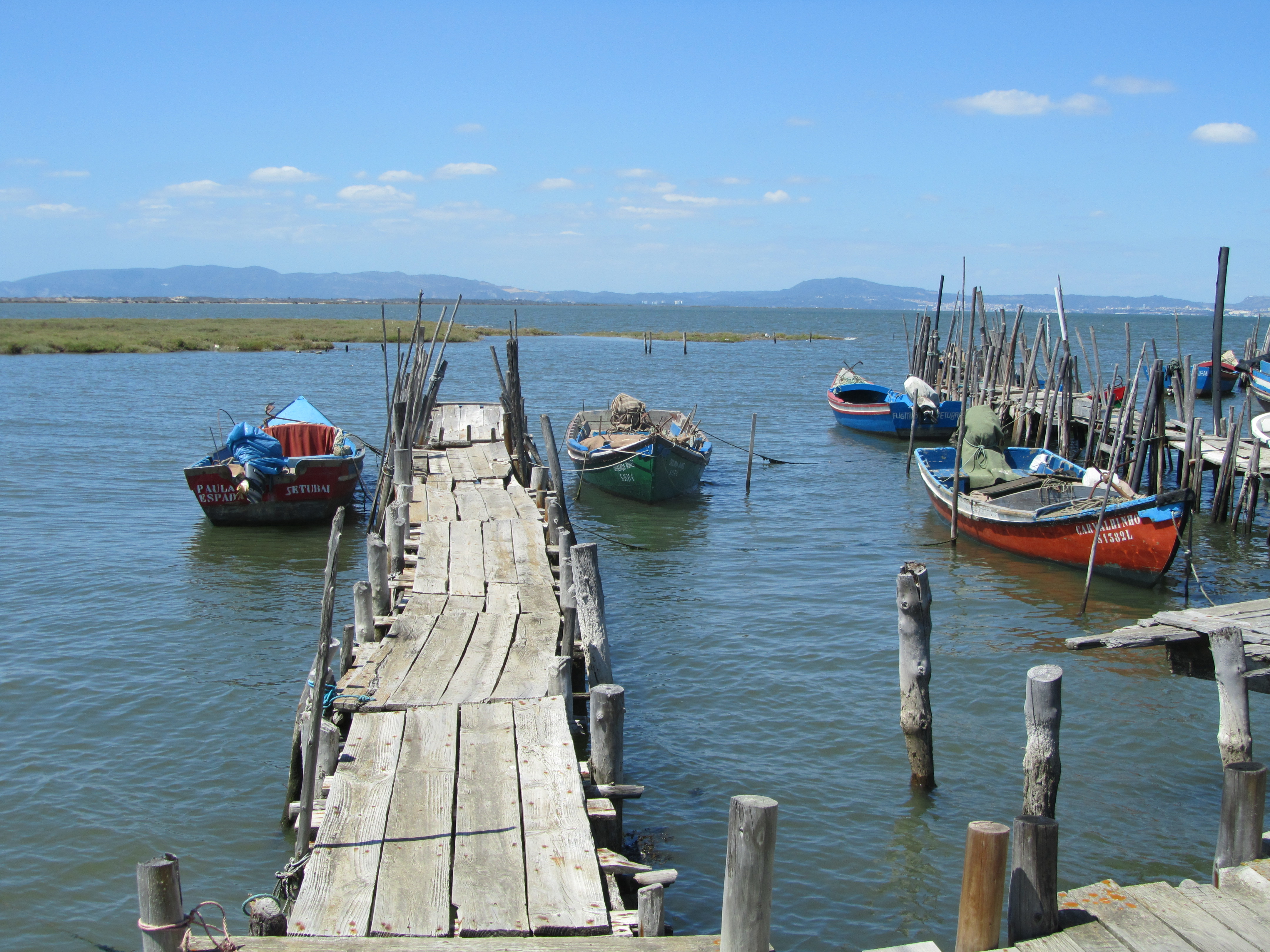
Porto palafítico da Carrasqueira, no estuário do rio Sado

Comporta é uma povoação portuguesa sede da Freguesia da Comporta do Município de Alcácer do Sal, freguesia com 150,54 km2 de área e 1094 habitantes (censo de 2021), tendo, por isso, uma densidade populacional de 7,3 hab./km².
A freguesia foi criada pela Lei n.º 38/89, de 24 de agosto, com lugares desanexados da Freguesia de Santa Maria do Castelo.[carece de fontes?]

## Demografia
A população registada nos censos foi:
| Ano  | 0-14 Anos | 15-24 Anos | 25-64 Anos | > 65 Anos |
| 2001 | 186       | 189        | 720        | 253       |
| 2011 | 169       | 124        | 724        | 251       |
| 2021 | 127       | 99         | 570        | 298       |

## Turismo

### Praia
A Comporta é famosa pelas suas praias de enorme qualidade e pelo clima ameno durante o verão. A praia da Comporta tem areia branca e um mar azul. O amplo areal, o parque de estacionamento e os bons acessos — através de uma estrada de terra que parte da EN 261, antes de chegar à Herdade da Comporta — no sentido norte-sul - faz desta praia uma das mais conhecidas e concorridas da região. Durante muito tempo, foi o local escolhido pelas gentes do interior alentejano para ir a banhos. Hoje, devido à autoestrada Lisboa-Madrid, são os espanhóis que tornaram a Comporta um dos seus locais de eleição. Esta praia tem sido galardoada com a Bandeira Azul ao longo dos anos, símbolo da qualidade que por aqui poderá encontrar.
Em 2015, o restaurante Sal, na praia do Pego, no Carvalhal, foi considerado o melhores bar/restaurante de praia do mundo pelos leitores da revista Traveler.

### Observação de aves
A Comporta está integrada na Reserva Natural do Estuário do Sado, conferindo-lhe as condições necessárias para o desenvolvimento das mais de 200 espécies de aves que por aqui existem.[carece de fontes?]

### Museu do Arroz
O Museu do Arroz conta a história desta zona, expondo vídeos, fotografias e utensílios que eram usados desde a década de 1830, data em que a cultura do arroz foi instituída na Comporta.[carece de fontes?]